# Dulcício (presidente)
Dulcício (em latim: Dulcitius) foi um oficial romano do século IV, ativo durante o reinado do imperador Diocleciano (r. 284–305). É citado em uma inscrição datável de 25 de março de 305, na qual é descrito como presidente (praeses) da Macedônia.